# Blat picat
Il blat picat (in castigliano "trigo picado") è un piatto tipico delle regioni di Safor, la contea di Cocentaina, la Marina Alta e la Vega Baja della Comunità Valenciana, in Spagna. Consiste in una specie di cocido con diversi prodotti a base di carne, verdure e ceci ma che incorpora il grano invece del riso.
Il nome è dovuto al fatto che dopo aver messo il grano in ammollo tutta la notte, è necessario tagliarlo con un mortaio per separare il grano dalla pelle che è coperta.